# Inge Baxmann
Inge Baxmann (geboren 20. Oktober 1954) ist eine deutsche Kultur- und Theaterwissenschaftlerin an der Universität Leipzig.

## Leben und Wirken
Nach einem Studium der Romanistik und der Allgemeinen und Vergleichenden Literaturwissenschaft an der Ruhr-Universität Bochum und an der Université de Paris I arbeitete sie im Institut für Französische Literaturwissenschaft der TU Berlin und promovierte 1987 an der Universität Siegen zum Thema Die Feste der Französischen Revolution.
Nach Forschungsaufenthalten in Paris und Santa Cruz, weiterer Tätigkeit im Graduiertenkolleg „Kommunikationsformen als Lebensformen“ der Universität Siegen und in der Projektgruppe „Kultursemiotik“ am Zentrum für Literatur- und Kulturforschung Berlin habilitierte sie 1997 am Fachbereich Kulturwissenschaften der Humboldt-Universität Berlin zum Thema Mythos: Gemeinschaft. Körper- und Tanzkulturen in der Moderne.
Seit 2001 ist Baxmann Professorin am Institut für Theaterwissenschaft der Universität Leipzig. Zudem war sie von 2002 bis 2009 Direktorin des Tanzarchivs Leipzig. 
Ihre Forschungsschwerpunkte sind Symbolisierung und Inszenierung der Nation zwischen Französischer Revolution und Gegenwart sowie Körpertechniken, Medientechnologien und Sinneswissen seit der Moderne.
Inge Baxmann ist Mitglied des wissenschaftlichen Beirats der Zeitschrift für Medienwissenschaft.

## Schriften (Auswahl)
- Die Feste der Französischen Revolution. Inszenierung von Gesellschaft als Natur. Weinheim/Basel 1989
- Mythos: Gemeinschaft. Körper und Tanzkulturen in der Moderne. München 2000.
- Mayas, Pochos und Chicanos. Die transnationale Nation. München 2007.
- (zus. mit Timon Beyes und Claus Pias): Soziale Massen – Neue Medien. Berlin/Zürich/Paris 2013
- (zus. mit Mark B. Hansen): The Terms of Media: Flesh. London 2016

### Herausgeberschaft
- Zusammen mit F. A. Cramer: Deutungsräume. Bewegungswissen als kulturelles Archiv der Moderne. München 2005.
- Zusammen mit C. Rousier und P. Veroli: Les Archives Internationales de la Danse 1931–1952. Paris 2006.
- Körperwissen als Kulturgeschichte: Die Archives Internationales de la Danse. München 2008. (Bd. 2 der Reihe Wissenskulturen im Umbruch)
- Zusammen mit M. Gruß, S. Göschel und V. Lauf: Arbeit und Rhythmus – Lebensformen im Wandel. München 2009 (Bd. 3 der Reihe Wissenskulturen im Umbruch)

### Übersetzung
- Frédéric Bluche: Danton. Stuttgart 1989

### Aufsätze
- Revolutionsfeste: Die natürliche Ordnung der sozialen Welt. In: Hans Joachim Neyer (Hrsg.): Vive la Révolution. Freiheit, Gleichheit. Brüderlichkeit. Berlin 1989
- Wahrnehmung „InBetween“. Überlegungen zu einer Ästhetik der Performance. In: Weimarer Beiträge, Heft 1/1995
- Geschlecht und/als Performance. Zur Inszenierung von Weiblichkeit bei aktuellen PerformanceKünstlerinnen. In: Julika Funk u. a. (Hrsg.): Körper-Konzepte und Gender Studies. Tübingen 1999
- Die Transnation. In: Ballettanz, Heft 6/7. November 2002
- Der „labile Mensch“ als Kulturideal. Wahrnehmungsutopien der Moderne. In: Barbara Lange (Hrsg.): Visualisierte Körperkonzepte. Berlin 2006
- At the boundaries of the archive : movement, rhythm and muscle memory. In: Dance Chronicle: Studies in Dance and the Related Arts. Vol. 32, no 1, London 2009
- Moderne Arbeitswissenschaft und die Rhythmisierung des Lebens. In: Anett Zinsmeister (Hrsg.), Die Gestalt der Bewegung. Berlin 2012
- Einfühlende Kooperation und neurales Self-Hacking: Utopien der Kommunikation im digitalen Kapitalismus. In: Claus Pias u. a. (Hrsg.): Vollstes Verständnis. Utopien der Kommunikation. Berlin 2016
- Utopies du travail heureux au début du XXe siècle. In: Rhuthmos. Plateforme Internationale et transdiciplinaire de recherche sur les rythmes dans les sciences, les philosophies et les arts. No. Février 2016
- Bewegung, Rhythmus und labiles Gleichgewicht. Tanz als epistemologische Grundfigur der Moderne. In: Rita Rieger (Hrsg.): Bewegungsfreiheit. Tanz als kulturelle Manifestation (1900-1950) Bielefeld 2017
- The Technical and the Organic: Art and Technologies of Life in Weimar Avant-Garde Culture. In: Museum SZTUKI Lódz: Moved Bodies. Choreographies of Modernity. Lódz 2017